# Gianluca Nijholt
Gianluca Nijholt (* 14. Februar 1990 in Utrecht) ist ein niederländischer Fußballspieler. Seit Sommer 2016 steht der Offensivspieler im Profikader des niederländischen Erstligisten NAC Breda.

## Karriere
In der Saison 2007/08 wurde Nijholt erstmals in den Profikader des FC Utrecht berufen. Zu seinem Debüt am 16. Dezember 2007 kam der Jungspieler eher zufällig. Beim 3:1-Sieg gegen Heracles Almelo sollte in der 87. Minute sein Teamkollege Giuseppe Rossini eingewechselt werden. Da dieser aber sein Trikot in der Kabine vergessen hatte, wurde Nijholt gegen den Belgier Tom Caluwé eingewechselt. Bei seinem Premierenspiel in der Eredivisie trug der Angreifer die Rückennummer 27.

## Privates
Gianluca Nijholt ist der Sohn des Ex-Profis und heutigen Fußballtrainers Luc Nijholt.